# مؤسسة النقل الحضري وشبه الحضري لمدينة الجزائر (إيتوزا)
مؤسسة النقل الحضري وشبه الحضري لمدينة الجزائر ناتجة عن عدة عمليات إعادة الهيكلة منذ عام 1882، أقيمت على بقايا (المؤسسة العامة للمناطق الصناعية والتجارية) بموجب المرسوم التنفيذي رقم 03/435 من 13 نوفمبر 2003 ووضعت تحت إشراف وزير النقل.
وقد اعطيت مؤسسة ذات شخصية اعتبارية واستقلال مالي، والإداري لعلاقاتها مع الدولة، وعلاقاتها التجارية مع أطراف ثالثة.
إيتوزا تتزعم وسائل النقل العام في أنماط الحضرية وشبه الحضرية في ولاية الجزائر العاصمة، وتوفر الحركات اليومية لملايين من الناس.
من خلال الاستماع إلى المسافرين العملاء والإدارات والشركات، تقدم هذه المنشأة حلول للتنقل مبتكرة وتتكيف مع كل حركة وإشكالية.
تستفيد الآن من التجربة والخبرة التي اكتسبتها من خلال أكثر من قرن من وجودها، تهدف إيتوزا لخدمة كل البلديات وتوسيع أنشطتها إلى المراكز الحضرية الجديدة التي تعرفها مدينة الجزائر العاصمة.

## تاريخها
تم إنشاؤها في عام 1959 تحت اسم هيئة النقل النقابي الجزائر (RSTA)، سيرت شبكة حافلات، وترامواي الجزائر. بعد الاستقلال، والتخلي عن خطوط الترام وترولي باص صارت RSTA المشغل الوحيد لوسائل النقل العام إلى أن فتح القطاع بموجب مرسوم صادر في فبراير 1987.
في بداية التسعينات انسحبت الدولة الجزائرية وفتح القطاع على المنافسة مع قطاع النقل الخاص، الناقل العام سرعان ما تصبح قديمة جدا مع ا وعجز مزمن.
في سنة 2000 والتي تمثلت في عودة النمو الاقتصادي والاستقرار السياسي، أدركت الحكومة من خلال وزارة النقل دورها الهام في تنظيم الفوضى فجددت الشركة تحت اسم إيتوزا وصيانة البنية التحتية لشبكتها والتدريب من خلال اتفاق تعاون مع الفرع البلجيكي البلجيكي التقني (BTC)، الذي انتهى في عام 2007.

### تواريخ
أطلق نقل الركاب في المناطق الحضرية في الجزائر:
- في عام 1882 كمشغل مع خطوط قصيرة
- في عام 1898 إنشاء TA (الجزائر للنقل)
- في عام 1905 إطلاق خط الترام بالطاقة الكهربائية،
- في عام 1922 (طريق السكك الحديدية مدينة الجزائر)
- في عام 1936 تم إنشاء TA
- في عام 1954 RDTA (إدارة مواصلات الجزائر) مجموعة شبكات الترام والحافلات وترولي باص،
- في عام 1959 أدى RDTA لولادة RSTA (الاتحاد التجاري المواصلات الجزائر) الذي يتكون من اندماج RDTA وTA.

عند الاستقلال، وقد أشرف على RSTA ولاية الجزائر ثم:
- تعهد إلى وزارة النقل في عام 1995
- في عام 1998، تأسيس إيتوزا ووضعها تحت الوصاية القابضة للخدمات العامة.